# Bâlteni
Bâlteni è un comune della Romania di 7821 abitanti, ubicato nel distretto di Gorj, nella regione storica dell'Oltenia.
Il comune è formato dall'unione di 5 villaggi: Bâlteni, Cocoreni, Moi, Peșteana-Jiu, Vlăduleni.